# Sericopelma rubronitens
Sericopelma rubronitens är en spindelart som beskrevs av Anton Ausserer 1875. Sericopelma rubronitens ingår i släktet Sericopelma och familjen fågelspindlar. Inga underarter finns listade i Catalogue of Life.